# Crucea Casei Regale a României
Crucea Casei Regale a României este o decorație acordată de Casa Regală a României, al cărei șef actual este Majestatea Sa Margareta, Custodele Coroanei. Decorația a fost instituită de către Regele Mihai I în data de 10 mai 2008 la Palatul Elisabeta și este limitată la un număr de 200 de personalități în viață, fie din România, fie din afara țării. Decorația este destinată membrilor și colaboratorilor Casei Regale care ocupă poziții importante în administrație, în societatea civilă, mediul politic sau economic, lumea culturii sau a diplomației, precum și organizații naționale sau internaționale. Posesorii Crucii Casei Regale sărbătoresc anual această distincție pe 26 martie, ziua în care Carol I a devenit Rege al României, prin votul reprezentanților națiunii.

## Descriere

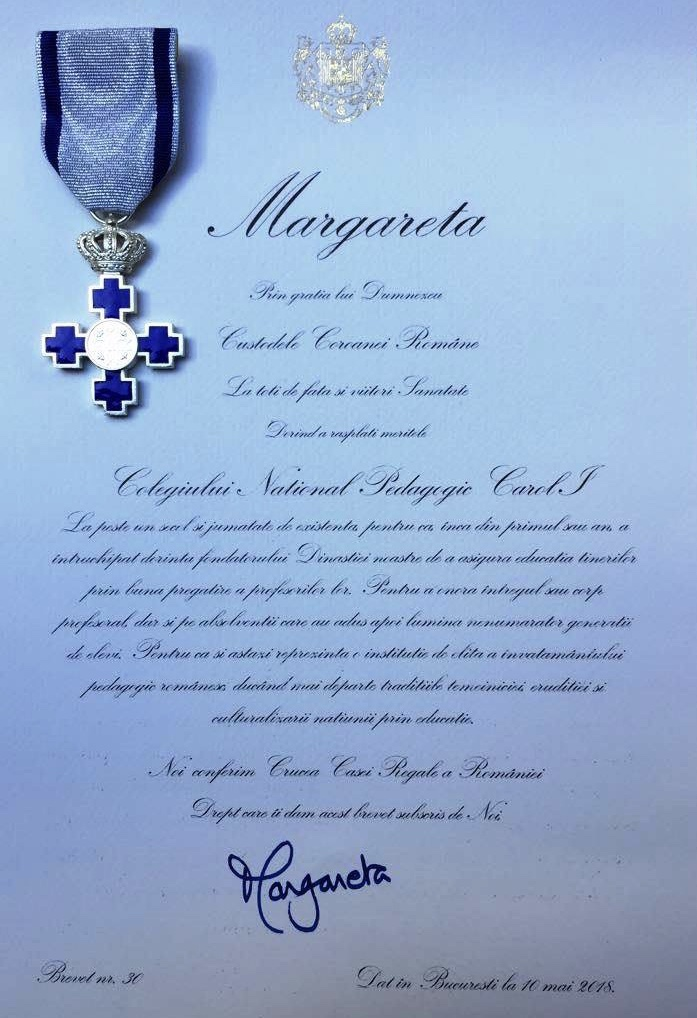
Decorația și brevetul.

Decorația este realizată din argint masiv (925) și email albastru. Are forma unei cruci de 40×40 mm, surmontată de o coroană de 20×20 mm. Pe fața decorației, în centrul crucii emailate, se află un cerc cu cifrul personal al Majestății Sale Custodele Coroanei, iar pe verso, în același cerc, este reprezentată Stema Regală.
Panglica decorației diferă în funcție de gen. Pentru bărbați, este de culoare argintie, cu două dungi albastre pe margini și una pe mijloc, având formă de dreptunghi vertical atașat deasupra coroanei. Pentru femei, panglica are forma unei funde, plasată deasupra coroanei, și păstrează aceleași culori – argintiu cu dungi albastre pe margini.

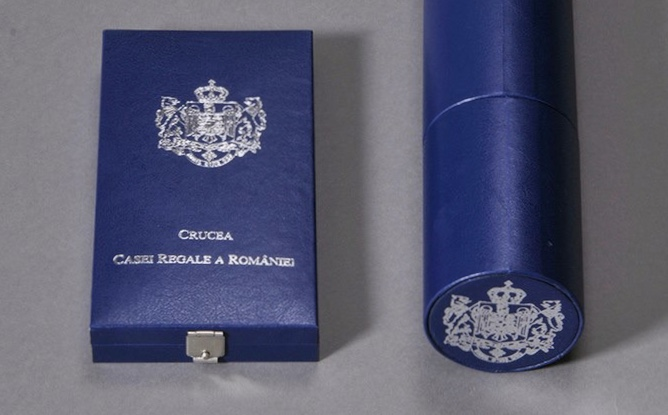
Cutia.

Crucea Casei Regale a României se prinde cu ac, similar unei broșe, și se poartă pe partea stângă a pieptului.

## Persoane, instituții si organizații decorate
Anul 2008
1. ✝ Simina Mezincescu
2. Domnul Ion Tucă
3. Doamna Constanța Iorga
4. Domnul Adrian Vasiliu
5. ✝ Ambasadorul Mihnea Constantinescu
6. Domnul Sorin Dumitrescu
7. Domnul Șerban Sturdza
8. ✝ Ion Caramitru
9. Domnul Dan Grigore
10. Domnul Stelian Tănase
11. Domnul Tiberiu Dekany
12. ✝ Artur Chomiuc
13. ✝ Academicianul Dan Berindei
14. Academicianul Ionel Haiduc
15. Doamna Dana Deac
16. Domnul Sorin Ilieșiu
17. Doamna Lucy Vandoros (Grecia)
18. Doamna Viorica Bucureșteanu
19. ✝ Dan Bădic (Elveția)
20. Domnul Mihai Ricci (Franța)
21. Domnul Michael Flaks (Elveția)
22. ✝ Aristide Aniței (Franța)
23. ✝ Eleodor Focșeneanu
24. ✝ Frédéric Mitterrand (Franța)
25. Marchizul Olivier de Trazegnies (Belgia)
26. Doamna Maribel Rocafort (Spania)
27. ✝ Profesorul Keith Hitchins (SUA)
28. Ambasadorul Ion Jinga
29. Dr. Jonathan Eyal (Regatul Unit)
30. ✝ Profesorul Nicolae Șerban Tanașoca
31. ✝ Ambasadorul Sorin Bottez
32. ✝ Academicianul Șerban Papacostea
33. Academicianul Alexandru Zub
34. ✝ Mitropolitul Nicolae al Banatului
35. ✝ Ivor Porter (Regatul Unit)
Anul 2009
35. Doamna Nelly Miricioiu (Regatul Unit)
37. ✝ Flavia Bălescu-Coposu
38. Doamna Rodica Coposu
39. Domnul Dan Puric
40. ✝ Doina Cornea
41. Domnul Marian Petre Miluț
42. Domnul Gheorghe Ciuhandu
43. Societatea „Timișoara”
Anul 2010
44. Ambasadoarea Maria Ligor
45. Domnul John Kennedy (Regatul Unit)
46. Ambasadorul Radu Onofrei
47. Consulul General Per Edholm (Suedia)
48. Doamna Doina Levintza
49. Domnul Dan Coma
Anul 2011
50. Domnul Indrei Rațiu (Regatul Unit)
51. Ambasadorul Marcel Koprol (Slovenia)
52. Generalul Teodor Frunzeti
53. Ambasadorul Mark Gitenstein (SUA)
54. Yacht Clubul Regal Român
55. Domnul Ion Piso
56. Dr. Anneli Ute Gabanyi (Germania)
57. Domnul Christian Mititelu (Germania)
Anul 2012
58. Domnul Ștefan Câlția
59. Ambasadorul Jiří Šitler (Cehia)
60. Ambasadorul Estanislao de Grandes Pascual (Spania)
61. ✝ Cătălina Buzoianu
62. ✝ Radu Călin Cristea
63. Doamna Ruxandra Obreja
64. Domnul Mircea Bobora
65. Doamna Marilena Rotaru
66. Domnul Mihai Anghel
67. Domnul Cornel Nistorescu
68. Domnul Georges N. Craioveanu
69. Doamna Georgeta Filitti
70. Domnul Cristian Mungiu
71. Ambasadorul Henri Paul (Franța)
72. Doamna Danielle Maillefer (Elveția)
73. Domnul Simon Berry Gieves (Regatul Unit)
74. Doamna Oana Pellea
75. Federația Română de Atletism
Anul 2014
76. Domnul Victor Opaschi
77. Ambasadoarea Răduța Matache
78. Doamna Victoria McDonaugh (Regatul Unit)
79. Profesorul Constantin Brâncoveanu (Regatul Unit)
80. Ambasadorul Philippe Gustin (Franța)
81. Biblioteca Centrală Universitară Carol I
82. Municipiul Alba Iulia
83. Inspectoratul General pentru Situații de Urgență
Anul 2015
83. Filarmonica Moldova din Iași
84. Filarmonica Transilvania din Cluj
85. Domnul Mircea Carp (Germania)
86. Doamna Argelia Ledermann
87. Domnul Emil Coșeru
88. Societatea Română de Geografie
89. Avocatul Marc Antonie Aubert (Elveția)
90. Comuna Regina Maria din Raionul Soroca (Republica Moldova)
91. Echipa care a intervenit în incendiul de la Clubul Colectiv a Inspectoratului pentru Situații de Urgență București-Ilfov
92. Echipa medicală care a intervenit în incendiul de la Clubul Colectiv a Serviciului de Ambulanță București-Ilfov
93. Echipa medicală care a intervenit în incendiul de la Clubul Colectiv a Spitalului Clinic de Urgență București (Floreasca)
94. Echipa medicală care a intervenit în incendiul de la Clubul Colectiv a Spitalului Universitar de Urgență București
95. Echipa medicală care a intervenit în incendiul de la Clubul Colectiv a Spitalului Clinic de Urgență ,,Prof. Dr. Bagdasar-Arseni”
96. Echipa medicală care a intervenit în incendiul de la Clubul Colectiv a Spitalului Universitar de Urgență ,,Elias”
97. Echipa medicală care a intervenit în incendiul de la Clubul Colectiv a Spitalului Universitar de Urgență Militar Central ,,Dr. Carol Davila”
98. Echipa medicală care a intervenit în incendiul de la Clubul Colectiv a Spitalului Clinic de Urgență ,,Sf. Ioan” București
99. Echipa medicală care a intervenit în incendiul de la Clubul Colectiv a Spitalului Clinic de Urgență ,,Prof. Dr. Agripa Ionescu”
100. Echipa medicală care a intervenit în incendiul de la Clubul Colectiv a Spitalului Clinic de Urgență pentru Copii ,,Grigore Alexandrescu”
101. Echipa medicală care a intervenit în incendiul de la Clubul Colectiv a Spitalului de Urgentță al Ministerului Afacerilor Interne ,,Dumitru Gerota”
102. Echipa medicală care a intervenit în incendiul de la Clubul Colectiv a Spitalului Clinic ,,Colțea”
103. Echipa medicală care a intervenit în incendiul de la Clubul Colectiv a Spitalului Clinic de Urgență ,,Sf. Pantelimon”
104. Echipa medicală care a intervenit în incendiul de la Clubul Colectiv a Spitalului Clinic de Urgență pentru Copii ,,Marie Curie”
105. Echipa medicală care a intervenit în incendiul de la Clubul Colectiv a Spitalului Clinic Județean de Urgență Tg. Mureș
106. Echipa medicală care a intervenit în incendiul de la Clubul Colectiv a Spitalului Clinic Județean de Urgentă Cluj-Napoca
107. Echipa care a intervenit în incendiul de la Clubul Colectiv a Forțelor Aeriene Române
108. Echipa care a intervenit în incendiul de la Clubul Colectiv a Inspectoratului General de Aviație al Ministerului Afacerilor Interne
109. Echipa medicală care a intervenit în incendiul de la Clubul Colectiv a Maternității Bucur
110. Echipa medicală care a intervenit în incendiul de la Clubul Colectiv a Spitalului Clinic de Urgență Chirurgie Plastică, Reparatorie și Arsuri
Anul 2016
111. Doamna Hannah Pakula (SUA)
112. Asociația Les petits frères des pauvres (Franța)
114. ✝ Arhiducesa Maria Magdalena a Austriei (Austria)
115. Ambasadorul Diego Brasioli (Italia)
116. Ambasadorul Hans Lauk (Germania)
Anul 2017
117. Doamna Catherine Sofianou (Grecia)
118. Colegiul B.P. Hașdeu Buzău
119. Liceul Gheorghe Asachi Iași
Anul 2018
120. Domnul Aurel Vlaicu
121. Fundația Wild Carpathia (Regatul Unit)
122. Liceul Gheorghe Asachi Chișinău (Republica Moldova)
123. Dr. Răzvan Duinea
124. Școala primară Gheorghe Asachi din Iași
125. Colegiul Carol I din Câmpulung Muscel
126. Domnul Jean-Paul Diringer (Franța)
127. Episcopul Vicar Ieronim
128. Episcopul Vicar Timotei
129. Domnul Val Vâlcu
Anul 2019
130. Colegiul Național Ion Maiorescu din Giurgiu
131. Colegiul Național Matei Basarab din București
132. Colegiul Național Petru Rareș din Piatra Neamț
133. Universitatea de Vest din Timișoara
134. Liceul Vlaicu Vodă din Curtea de Argeș
135. Teatrul Radu Stanca din Sibiu
136. Camerata Regală
137. ✝ Doamna Hanna Stadnik (Polonia)
138. Doamna Halina Jedrzejewska (Polonia)
139. Doamna Anna Stupnicka-Bando (Polonia)
Anul 2020
140. Ambasadoarea Michèle Ramis (Franța)
Anul 2021
141. Fundația Corneliu Coposu
142. Episcopul Macarie al Europei de Nord
143. Domnul Ioan Silviu Lefter
144. Doamna Doina Gradea
145. Domnul Daniel Angelescu
146. Ambasadorul Ovidiu Dranga
147. Domnul Gabriel Badea-Păun (Franța)
Anul 2022
148. Doamna Sally Wood-Lamont (Regatul Unit)
149. Domnul Luca Niculescu
150. Domnul Horia Tecău
151. Arhiepiscopul Timotei al Aradului
Anul 2023
152. Corul Regal
153. Brigada 2 Vânători de Munte Brașov
154. Doamna Aura Corbeanu
155. Domnul Cristinel Popa
156. Revista Gândirea Militară Românească
Anul 2024
157. Domnul Tudor Vișan-Miu
158. Domnul Cătălin Șerban
159. Doamna Alice Bourbon (Elveția)
160. Muzeul Militar Național „Regele Ferdinand I”
161. Muzica Reprezentativă a Ministerului Apărării Naționale
162. Brigada 30 Gardă Mihai Viteazul
Anul 2025
163. Asociația Atheneum, Düsseldorf (Germania)